# (6955) Екатерина
(6955) Екатерина (лат. Ekaterina) — типичный астероид главного пояса, открыт 25 сентября 1987 года советским астрономом Людмилой Журавлёвой в Крымской астрофизической обсерватории и 4 мая 1999 года назван в честь императрицы Екатерины II.

## Обнаружение и именование
(6955) Екатерина
Открыт 25 сентября 1987 года в Научном Л. В. Журавлёвой.
Назван в честь императрицы Екатерины Второй (Екатерина II; Екатерина Великая; 1729—1796), чьё правление было отмечено укреплением самодержавия и позиций России в мире. Урождённая принцесса Ангальт-Цербстская, она была образованным человеком, писавшим исторические и драматические сочинения, комические оперы и сказки для детей.
Оригинальный текст (англ.)6955 Ekaterina
Discovered 1987-09-25 by Zhuravleva, L. V. at Nauchnyj.
Named in honor of the empress Ekaterina Vtoraya (Catherine II; Catherine the Great; 1729—1796), whose reign was noted for the strengthening of autocracy and the position of Russia in the world. Born the princess of Anhalt-Zerbst, she was an educated person who wrote historical and dramatic compositions, comic operas and fairy tales for children.
Источники: DISCOVERY.DB; M.P.C. 34625.

## Орбита

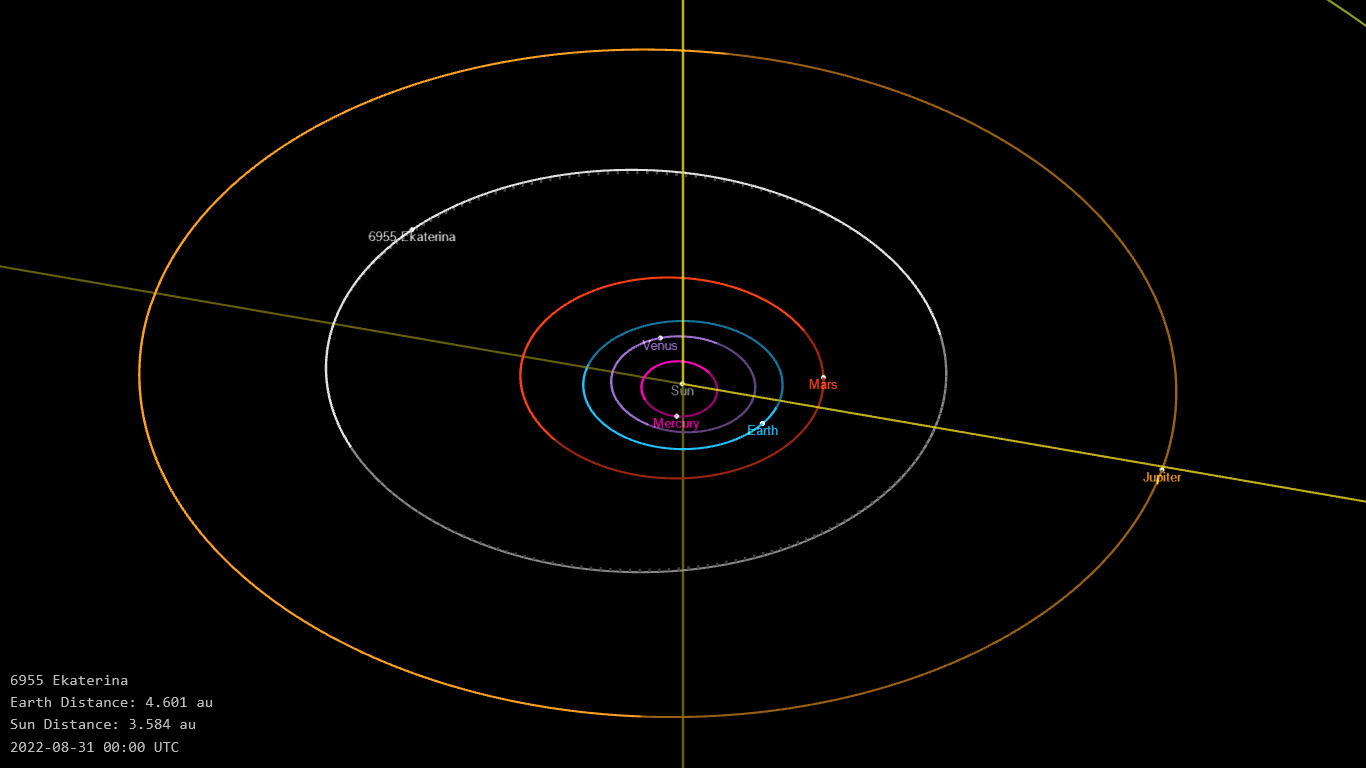
Орбита астероида Екатерина и его положение в Солнечной системе

## Физические характеристики
Астероид относится к таксономическому классу C.
По результатам наблюдений в видимом и ближнем инфракрасном диапазоне космического телескопа NEOWISE диаметр астероида оценивался равным 16,049±0,060 км, 13,30±2,92 км и 16,53±5,86 км. Согласно тем же источникам альбедо оценивается как 0,0814±0,0186, 0,11±0,08, 0,06±0,03 и 0,081±0,019.